# Terri Dunning
Terri Dunning (* 11. März 1985 in Stafford) ist eine britische Schwimmerin. Ihre Hauptlage ist das Schmetterlingsschwimmen. Dunning lebt in Hednesfort und trainiert im Schwimmclub Birmingham.

## Erfolge
- Silber bei den Commonwealth Games 2006 in Melbourne mit der 4-mal-100-Meter-Lagenstaffel, Bronzemedaille über 200 Meter Schmetterling
- Europameisterin 2006 in Budapest mit der 4-mal-100-Meter-Lagenstaffel
- Inhaberin des britischen Rekordes (Kurzbahn) über 100 Meter Schmetterling (58,58 Sekunden)